# 5007-es busz
Az 5007-es jelzésű autóbuszvonal helyközi autóbuszjárat Szeged és Szentes között, melyet a Volánbusz Zrt. lát el.

## Közlekedése
A járat Szegedet és Szentest köti össze. Menetideje 1 óra 17 perc. A járat a 47-es főúton és 4521-es úton közlekedve éri el Szentest. Kettő járatpár szállítja az utasokat, egy Szentes - Szeged járat közlekedik naponta, a többi járat csak munkanapokon.

## Megállóhelyei
| 0  | Szeged, autóbusz-állomás végállomás  | 17 | 5, 6, 9, 19 7F, 21, 60, 60Y, 64, 67, 67Y, 70, 71, 71A, 72, 72A, 73, 73Y, 74, 74Y, 75, 76, 76Y, 77, 77A, 77Y, 78, 78A, 79H 600, 1374, 1375, 1441, 1486, 1503, 1504, 1506, 1507, 1510, 1512, 1513, 1515, 1516, 1517, 1518, 1652 4990, 5000, 5001, 5002, 5003, 5004, 5005, 5010, 5011, 5012, 5013, 5015, 5016, 5017, 5018, 5019, 5020, 5021, 5022, 5023, 5024, 5025, 5030, 5031, 5032, 5033, 5034, 5035, 5040, 5041, 5042, 5043, 5044, 5045, 5046, 5047, 5049, 5050, 5054, 5055, 5056, 5058, 5059, 5060, 5061, 5062, 5063, 5064, 5066, 5070, 5071, 5075, 5076, 5109, 5112, 5160, 5187, 5188, 5189, 5190, 5284, 5328, 5329, 5362, 5369 |
| 1  | Szeged, Brüsszeli körút              | 16 | 10 3, 3F, 4 20, 24, 73, 73Y, 74, 74Y, 77, 77A, 77Y 1374, 1375, 1441, 1486, 1515, 1516 5003, 5004, 5005, 5010, 5011, 5012, 5013, 5017, 5018, 5019, 5021, 5160, 5187, 5188 |
| 2  | Szeged, Budapesti körút              | 15 | 3, 3F, 4 77, 77A, 77Y, 84, 90, 90F, 90H 1374, 1375, 1441, 1486, 1515, 1516 4990, 5003, 5004, 5005, 5010, 5011, 5012, 5013, 5017, 5018, 5019, 5021, 5160, 5187, 5188 |
| 3  | Algyő, MOL RT. központi bejáró       | 14 | 5003, 5004, 5005, 5010, 5011, 5160 |
| 4  | Algyő, vasútállomás bejárati út      | 13 | 1374, 1375, 1441, 1486, 1515, 1516 4990, 5003, 5004, 5005, 5010, 5011, 5160 Szeged–Hódmezővásárhely tram-train |
| 5  | Mártély, községháza bejárati út      | 12 | 5004, 5150 |
| 6  | Mártély, autóbusz-váróterem          | 11 | 5004, 5150 |
| 7  | Mindszenti temető                    | 10 | 5004, 5150 |
| 8  | Mindszent, Dobó utca                 | 9  | 5004, 5150 |
| 9  | Mindszent, autóbusz-váróterem        | 8  | 5004, 5150 |
| 10 | Mindszent, Stop büfé                 | 7  | 5004, 5150 |
| 11 | Mindszent, Szőlőpart                 | 6  | 5004, 5150 |
| 12 | Szegvár, Arany János utca            | 5  | 5004, 5150 |
| 13 | Szegvár, autóbusz-váróterem          | 4  | 5004, 5150 |
| 14 | Szegvár, Pusztai köz                 | 3  | 5004, 5150 |
| 15 | Szegvár, Kinizsi utca                | 2  | 5004, 5150 |
| 16 | Szentes, Berekhát                    | 1  | 1092 5004, 5010, 5011, 5105, 5128, 5129, 5130, 5132, 5143, 5150 |
| 17 | Szentes, autóbusz-állomás végállomás | 0  | 1, 3, 3A 1090, 1092, 1094, 1375, 1499, 1515, 1516, 1518, 1577 5004, 5010, 5011, 5105, 5109, 5110, 5120, 5121, 5122, 5123, 5125, 5126, 5127, 5128, 5129, 5130, 5132, 5140, 5143, 5150, 5255 |